# Michael Kukrle
Michael Kukrle (Mohelnice, 17 november 1994) is een Tsjechisch wielrenner die anno 2025 rijdt bij ATT Investments.

## Carrière
Kukrle won in 2012 het Tsjechisch kampioenschap op de weg bij de junioren. In 2017 won hij met zijn ploeg de ploegentijdrit in de Ronde van Tsjechië. Een jaar later won hij de proloog van de Grote Prijs van Gemenc en de derde etappe in de Ronde van Tsjechië.

## Palmares
2012
 Tsjechisch kampioenschap op de weg, junioren
2015
Bergklassement Carpathian Couriers Race
2017
1e etappe Ronde van Tsjechië, ploegentijdrit
2018
Proloog Grote Prijs van Gemenc
3e etappe Ronde van Tsjechië
Eindklassement Ronde van Zuid-Bohemen
2020
3e etappe Ronde van Mazovië
Eindklassement Ronde van Mazovië
2021
 Tsjechisch kampioenschap op de weg, Elite
Memoriał Henryka Łasaka
2022
2e etappe Circuit des Ardennes
Eindklassement Ronde van Loir-et-Cher
1e etappe Tour du Pays de Montbéliard
Eindklassement Tour du Pays de Montbéliard
2023
Bergklassement Circuit des Ardennes
Memoriał Henryka Łasaka
Memoriał Jana Magiery
2e etappe Giro della Regione Friuli Venezia Giulia

## Resultaten in voornaamste wedstrijden
|      | \| Jaar \| \| WK op de weg \| \| ---- \| \| ------------ \| \| 2018 \| \| opgave \| \| 2021 \| \| opgave \| \| 2022 \| \| 59e \| |              |
| Jaar | | WK op de weg |
| 2018 | | opgave       |
| 2021 | | opgave       |
| 2022 | | 59e          |

## Ploegen
- 2016 –  Whirlpool-Author
- 2017 –  Elkov Elektro-Author
- 2018 –  Elkov-Author
- 2019 –  Elkov-Author
- 2020 –  Elkov-Kasper
- 2021 –  Elkov-Kasper
- 2022 –  Gazprom-RusVelo (tot 1 maart)
- 2022 –  Elkov-Kasper (vanaf 30 maart)
- 2023 –  Team Felbermayr-Simplon Wels
- 2024 –  Team Felt Felbermayr
- 2025 –  ATT Investments

Bárta · Bucháček · Černý · Hačecký · Kaňkovský · Konwa · Kukrle · Otruba · Polnický · Rajchart · Zahálka
Canola · Carboni · Conci · Díaz · Fedeli · Kotsjetkov · Michael Kukrle · Lunder · Malucelli · Nekrasov · Nych · Piccolo · Rikoenov · Rivera · Rovny · Scaroni · Strachov · Tsjerkasov · Tsjernetski · Vacek · Zakarin